# Copula Mundi
Copula Mundi – album zespołu Kinsky wydany w grudniu 1993 roku przez wytwórnię SPV Poland.

## Lista utworów
1. "Coincidentia Oppositorum" – 6:14
2. "O powinnościach ludzi zamożnych" – 8:11
3. "Lamentabili" – 2:29
4. "L'Homme-Machine" – 2:31
5. "Opera Posthuma" – 4:07
6. "Historie de L'Olei Joint" – 1:33
7. "Multiplied By Hypercube" – 8:45
8. "Der Mensch Ist Was Er Isst" – 4:46
9. "Harmonia Praestabilita" – 3:40
10. "Światłem ciała jest oko" – 5:04
11. "Mistici Corporis Christi" – 3:17
12. "Rectangular Seal" – 2:15
13. "Les Fleurs Du Mal" – 2:00
14. "Mediator Iscariota" – 2:36

- muzyka i słowa: Kinsky

## Skład
- Paulus von Kinsky – wokal
- Tony von Kinsky – gitara, wokal
- Artur von Kinsky – gitara basowa
- Czubek von Kinsky – perkusja